# Ушакова, Анастасия Александровна
Анастасия Александровна Ушакова (род. 8 ноября 2001, Омск, Омская область, Россия) — российская виолончелистка, солистка Москонцерта и Московской филармонии, лауреат первой премии Международного юношеского конкурса имени Чайковского.

## Биография
Родилась 8 ноября 2001 года в Омске, Россия.
Обучение музыке начала в пять лет в Детской школе искусств №6 под руководством Ирины Пархоменко. В 2012 году поступила в Музыкальный колледж при Новосибирской Государственной Консерватории им. Глинки в класс Павла Дашкина.
В 2016 году поступила в Центральную музыкальную школу при Московской государственной консерватории имени П. И. Чайковского (класс преподавателя Марии Журавлевой). После окончания музыкальной школы в 2021 году стала студенткой факультета исторического и современного исполнительства Московской государственной консерватории имени П. И. Чайковского (класс профессора Андрея Спиридонова).
Проходила мастер-курсы Натальи Гутман, Франца Хельмерсона, Трольс Сване, Вольфганга Бётхера, Клаудио Бохоркеса, Александро Кастро-Бальби, Ханса Христиана Швайкера, Даниэля Гайса, Владимира Бальшина, Кирилла Родина, Алексея Чекмазова, Аркадия Орловского, Стивена Элиша, а также Государственного квартета им. Бородина, Коппельман-квартета и Quartetto di Cremona в составе Молодежного квартета им. Чайковского .

## Награды и звания
В 2015 году стала лауреатом первой премии Международного юношеского конкурса имени Чайковского по специальности “виолончель”.

## Общественная деятельность
С 2016 года занимает должность председателя молодежной секции Ассоциации лауреатов Международного
конкурса им. Чайковского . Являлась членом жюри нескольких всероссийских и международных конкурсов.
В 2017 году принимала участие в работе молодежного жюри 10-го Международного юношеского конкурса имени Чайковского в Астане .
Является инициатором, участником и организатором Международного молодежного фестиваля им. Чайковского (Москва-Клин 2017, Москва-Санкт-Петербург 2018).